# Bernhard Dietrich von der Recke zu Heessen
Bernhard Dietrich von der Recke zu Heessen (* 1630; † 6. April 1703) war Domherr in Münster.

## Leben
Bernhard Dietrich von der Recke zu Heessen wurde als Sohn des Gottfried von der Recke zu Heessen († 1641) und seiner Gemahlin Hedwig von der Dorneburg gen. Aschebrock in der westfälischen Adelsfamilie von der Recke geboren. Sein Vater war Domherr und hatte auf sein Amt verzichtet. Mit dem Erhalt der Tonsur am 7. Juni 1641 wurde Bernhard Dietrich auf ein geistliches Amt vorbereitet und erhielt noch im gleichen Jahre vom Turnar eine Dompräbende in Münster. Bevor er im Jahre 1662 Klara Margaretha Eugenia von der Recke zu Kurl heiratete, verzichtete er im Jahre 1650 auf die Pfründe. Klara Margaretha war Erbtochter des Hauses Kurl. Aus der Ehe sind die Kinder Franz Wilhelm (1665–1716, münsterischer Ritter, Stammherr), Ferdinand Leopold (1673–1729, Obristwachtmeister) und Michael Dietrich (1675–1713, Domherr) hervorgegangen.